# Clinton Woods
Clinton Woods (* 1. Mai 1972 in Sheffield) ist ein ehemaliger britischer Profiboxer und von März 2005 bis April 2008 Weltmeister der IBF im Halbschwergewicht. 

## Boxkarriere
Clinton Woods bestritt laut eigener Aussage 68 Amateurkämpfe, ehe er vom Boxmanager Dennis Hobson als Profi unter Vertrag genommen wurde. Sein Haupttrainer war Neil Port.
Er begann seine Profikarriere im Supermittelgewicht und gewann von November 1994 bis Dezember 1997 jeden seiner 19 Kämpfe. Sein bedeutendster Sieg gelang ihm dabei am 6. Dezember 1997 nach Punkten gegen Mark Baker (Kampfbilanz: 20-1, 15 KO), wodurch er Commonwealth-Champion wurde. Den Titel verlor er jedoch am 28. März 1998 in der ersten Verteidigung durch eine Punktniederlage an David Starie (15-1, 11 KO), einen späteren WM-Herausforderer von Joe Calzaghe und Sven Ottke.
Nach der Niederlage gegen Starie stieg er in das Halbschwergewicht auf und gewann zwei Aufbaukämpfe, darunter im November 1998 gegen Mark Smallwood (15-0, 6 KO). Er boxte daraufhin am 13. März 1999 gegen Crawford Ashley (31-8, 27 KO) um die Britische Meisterschaft, die Commonwealth-Meisterschaft und die EBU-Europameisterschaft und siegte durch TKO in der achten Runde.
Anschließend blieb er in zehn weiteren Kämpfen ungeschlagen, wobei er im April 2000 Ole Klemetsen (42-4, 35 KO) im Zuge einer EBU-Titelverteidigung, sowie im September 2001 Yawe Davis (44-9, 24 KO) in einem WM-Titelausscheidungskampf besiegen konnte. Er boxte daraufhin am 7. September 2002 in Portland (Oregon) als Nummer-1-Herausforderer des WBC-Verbandes gegen den WBC-, WBA- und IBF-Weltmeister Roy Jones junior (46-1, 37 KO), verlor jedoch durch TKO in der sechsten Runde, nach Handtuchwurf seiner Ringecke.
Nach drei folgenden Siegen erhielt er am 7. November 2003 eine erneute Titelchance um den nun vakanten IBF-WM-Gürtel, erreichte jedoch gegen Glen Johnson (39-9, 27 KO) in Sheffield nur ein Unentschieden. Im Rückkampf, am 6. Februar 2004 in Sheffield, verlor Woods einstimmig nach Punkten.
Am 24. Oktober 2004 gewann er dann einen IBF-Titelausscheidungskampf gegen Jason DeLisle (15-2, 8 KO), konnte am 4. März 2005 in Rotherham erneut um den vakanten IBF-WM-Gürtel boxen und siegte dabei gegen den US-Amerikaner Rico Hoye (18-0, 14 KO) durch TKO in der fünften Runde.
Woods gewann im Anschluss Titelverteidigungen gegen Julio González (38-2, 24 KO), Jason DeLisle (18-4, 10 KO), Glen Johnson (44-10, 29 KO) und erneut Julio González (41-3, 25 KO), ehe er den Titel am 12. April 2008 in Tampa durch eine Punktniederlage an Antonio Tarver (26-4, 19 KO) verlor.
Woods gewann zwar am 14. Februar 2009 einen IBF-Titelausscheidungskampf gegen Elvir Muriqi (35-4, 22 KO), unterlag jedoch beim Kampf um den vakanten IBF-Weltmeistergürtel am 28. August 2009 einstimmig gegen Tavoris Cloud (19-0, 18 KO).